# 文苑英華辨證
《文苑英华辨证》，彭叔夏撰，凡10卷。
《文苑英华》是北宋太平兴国年间李昉、徐铉等二十餘人编纂的類書，全书1000卷，上起萧梁，下迄晚唐五代，选录作家近2200人，作品近2万篇。然而卷帙既富，又出自众手，成书过快，所以体例不精、错讹重複。景德四年（1007年）又重新進行编选。祥符二年（1009年）又由陈彭年等人進行复校。終北宋一朝，《文苑英華》遲未刊刻。南宋時，还在做补删工作。周必大致仕退隱“老丘園”，邀集胡柯、彭叔夏等好友進行再校訂工作，書中多補有異文“一作……”或“集作……”，嘉泰元年（1201年）《文苑英华》終於付印，今存者即此校定本。彭叔夏曾将部分校文写成《文苑英華辨證》十卷，全书对《文苑英华》中出现的讹误及体例缺陷，將問題归纳为用字、用韵、事证、事误、事疑、人名、官爵、郡县、年月、名氏、题目、门类、脱文、同异、离合、避请、异域、鸟兽、草木、杂录二十类。